# Patrick Champ
Patrick Champ est un footballeur français né le 29 juin 1954 à Nîmes (Gard). Il a joué comme défenseur dans les années 1970.
Patrick Champ est au club du Nîmes Olympique dès l'âge de cadet. Il joue chez les professionnels gardois entre 1975 et 1977. Puis il va à l'Olympique d'Alès, en Division 2.
Au total, Patrick Champ dispute 32 matchs en Division 1 et 15 matchs en Division 2.
Il anime depuis 2018 l'émission Saga crocos avec Frédéric Pouget.

## Sources
- Col., Football 77, Les Cahiers de l'Équipe, 1976. cf. page 58.
- Col., Football 79, Les Cahiers de l'Équipe, 1978. Cf. page 140.